# Hermann von Knobelsdorff
Karl Friedrich Hermann von Knobelsdorff (* 6. September 1807 in Blankenfelde; † 30. August 1888 in Schmiedeberg) war ein preußischer Generalleutnant und Rechtsritter des Johanniterordens.

## Leben

### Herkunft
Hermann war der Sohn des preußischen Premierleutnants a. D. und Erbherrn auf Ibsdorf Christoph von Knobelsdorff (1774–1841) und dessen Ehefrau Dorothea, geborene von Barfus (1783–1831).

### Militärkarriere
Knobelsdorff besuchte die Kadettenhäuser in Kulm und Berlin. Anschließend wurde er am 8. April 1825 als Sekondeleutnant dem 18. Infanterie-Regiment der Preußischen Armee überwiesen. Zur weiteren Ausbildung absolvierte er 1828/32 die Allgemeine Kriegsschule und war von April 1833 bis April 1835 Adjutant des II. Bataillons. Anschließend wurde Knobelsdorff bis 1838 zum Topographischen Büro und zwischenzeitlich 1837 für drei Monate zum 6. Husaren-Regiment kommandiert. Nach seiner Rückkehr wurde er am 13. Oktober 1840 als Adjutant der 9. Landwehr-Brigade sowie am 7. April 1842 als Adjutant der 10. Division kommandiert und Mitte Juni 1842 zum Premierleutnant befördert. Unter Beförderung zum Hauptmann erfolgte am 27. März 1847 seine Versetzung in die Adjutantur. Von November 1850 bis zum Februar 1851 war er als Generalstabsoffizier der 10. Division tätig. Am 10. Februar 1853 kam er als Major in das 21. Infanterie-Regiment. Von dort kam Knobelsdorff als Kommandeur des II. Bataillons in das 2. Landwehr-Regiment nach Stralsund. Am 22. Mai 1858 zum Oberstleutnant befördert, war er 1859 für die Dauer der Mobilmachung anlässlich des Sardinischen Krieges Kommandeur des mobilen 11. Landwehr-Regiments. Am 8. Mai 1860 beauftragte man Knobelsdorff zunächst mit der Führung des 51. Infanterie-Regiments und ernannte ihn am 1. Juli 1860 mit der Beförderung zum Oberst zum Kommandeur dieses Regiments.
Unter Stellung à la suite seines Regiments erfolgte am 5. April 1864 seine Ernennung zum Kommandanten der Festung Rastatt und am 25. Juni 1864 die Beförderung zum Generalmajor. Am 17. Oktober 1864 erhielt er das Kommando über die 23. Infanterie-Brigade, mit der er 1866 am Deutschen Krieg teilnahm. Er führte ein aus allen Truppenteilen zusammengesetztes Detachement bei Troppau zur Deckung von Schlesien. Am 20. September 1866 erhielt er das Ritterkreuz des Königlichen Hausorden von Hohenzollern mit Schwertern. Unter Versetzung zu den Offizieren von der Armee wurde Knobelsdorff am 30. Oktober 1866 zum Kommandanten von Leipzig ernannt und am 31. Dezember 1866 mit Patent vom 30. Oktober 1866 zum Generalleutnant befördert. Er wurde am 27. Dezember 1867 von seinem Posten in Leipzig entbunden und am 4. April 1868 unter Verleihung des Sterns zum Roten Adlerorden II. Klasse mit Eichenlaub mit Pension zur Disposition gestellt. Er starb am 30. August 1888 in Schmiedeberg.

### Familie
Er heiratete am 29. November 1849 in Polgsen Theodore von Niebelschütz (* 1823). Aus der Ehe ging der Sohn Hermann (1850–1870), der als Leutnant an den bei Le Bourget erlittenen Verwundungen verstarb, sowie die Tochter Adelheid (* 1851) hervor.